# Touraine (történelmi régió)

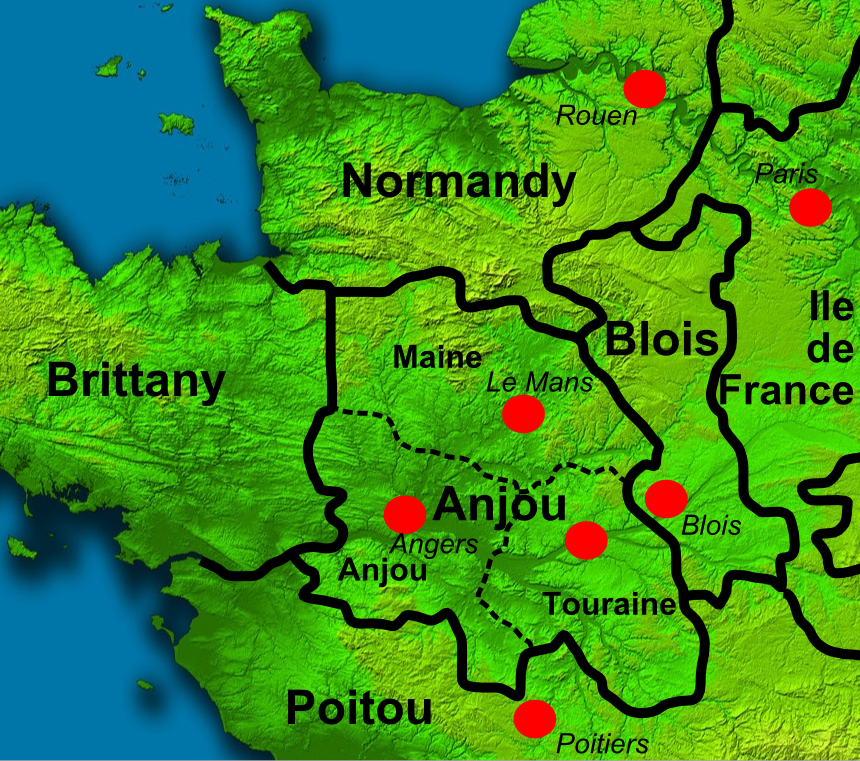
Északnyugat-Franciaország az 1090-es években, Anjou, Maine és Touraine egyesítése után

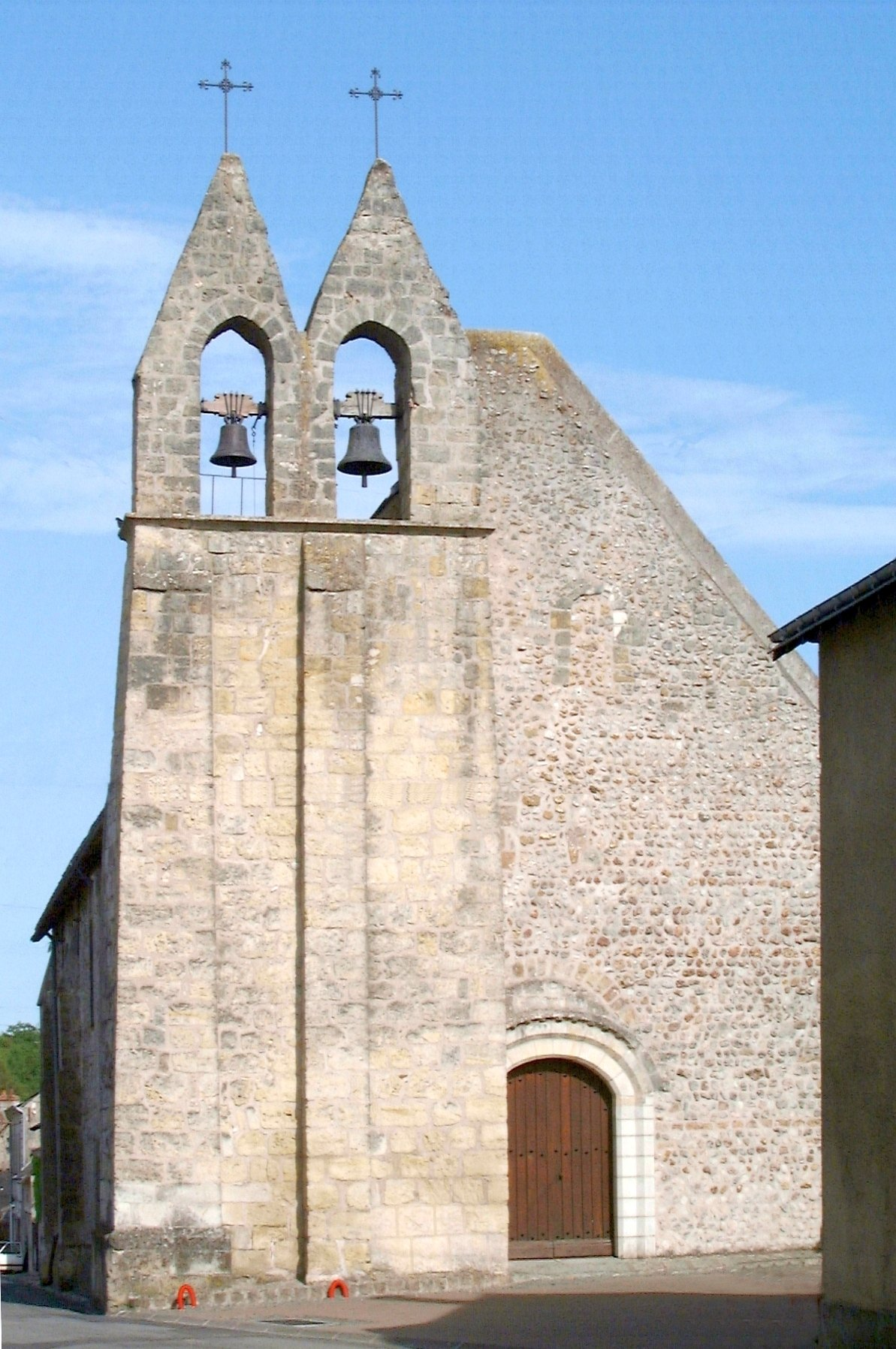
Mazières-de-Touraine temploma

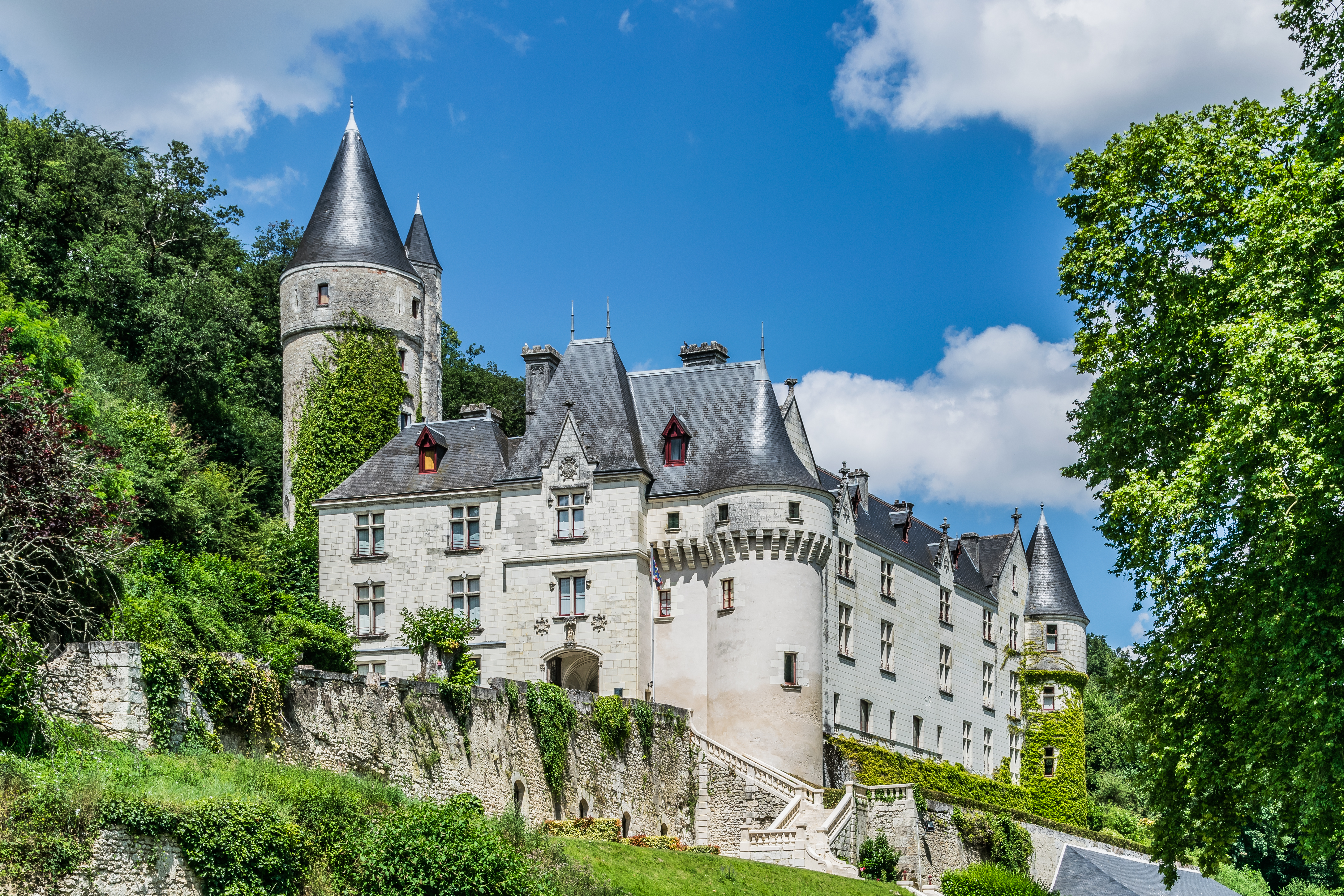
A Chissay-en-Touraine kastély

Touraine történelmi régiója Tours városát és a környező falvakat öleli fel. Nevét a turonok kelta törzséről kapta. 1790-ben, amikor újjászervezték a francia közigazgatást, az addigi grófság területét Indre-et-Loire, Loir-et-Cher és Indre megyék között osztották fel.

## Földrajzi helyzete
A Loire mentén, a Párizsi-medence nyugati részén terül el. Tours-t gyorsvasút köti össze a tőle 200 km-re levő Párizzsal.

## Történelme
A Meroving királyok alatt eleinte királyi birtok volt. I. Charibert frank király 570-es években szervezte meg Touraine grófságot egy Leudast nevű, a környékről származó udvari nemese számára. Ezzel magára haragította Tours-i Szent Gergelyt (St. Grégoire de Tours), aki 573-tól a város püspöke volt.

### Tours grófság
Leudast utódai a Karolingok alatt is sokáig megőrizték tisztségüket, sőt időközben Sens grófságot is megszerezték.
827-ben Hugó gróf és Orléans-i Matfried azt a feladatot kapta Jámbor Lajos császártól, hogy szervezzenek sereget Lajos fia, I. Pipin aquitániai király megsegítésére, és szorítsák vissza a Marca Hispanica tartományra törő Ubajjád Abu Marván csapatait. A két gróf összegyűjtötte ugyan csapatait, de addig halogatták az indulást, amíg a mór fenyegetés el nem múlt. Gyávaságuk mélyen felháborította Lajost, aki uralkodása legnagyobb teljesítményének Barcelona visszavételét tartotta és mélyen szívén viselte Marca Hispanica sorsát. Fentiek okán 828 februárjában mindkét grófot leváltotta tisztéből. Touraine-t és Anjou-t 834-ben fiának, I. Pipin aquitániai királynak adományozta.
Touraine grófjai:
- 834–839 I. Pipin,
- 839?–844? Adalard,
- 839?–844? Adalard,
- 844–851 Vivian,

Adalard és Vivian egyúttal a Tours-i Szent Márton kolostor apátja is volt; ezt a hagyományt átörökítették utódaikra.
- 866ban néhány hónapig Erős Róbert (mint Neustria őrgrófja, tehát Touraine mellett Anjou és Blois grófja is),
- 866 – 886. május 12. —  Hugó apát
- 886–888 Odó (Eudes), Erős Róbert és Tours-i Adelaide idősebb fia. 888-ban, amikor királlyá választották, a grófságokat átadta öccsének;
- I. Róbert (888–923), Erős Róbert ifjabbik fia, őrgróf, 922–923-ban nyugati frank király;
- Nagy Hugó (923–956), I. Róbert fia,

Nagy Hugó halála után az őrgrófságot átmenetileg újra betagozták a királyi birtokok közé, és azt csak négy év múlva kapta meg Nagy Hugó fia, a későbbi király:
- Capet Hugó, Nagy Hugó és Szász Hedvig fia (960–996; ezen belül 987–996 francia király).

1044-ben a grófságot a Plantagenêt-ház (második Anjou-ház, más néven Angevin-dinasztia) kapta meg; a grófok 1144–1204 és 1415–1450 között Normandia hercegei, 1154–1399 között pedig angol királyok is voltak. A grófságban fő erősségük Chinon vára volt.
1205-ben II. Fülöp Ágost francia király visszahódította és királyi hercegséggé minősítette át az addigi grófságot. 1429-ben Jeanne d’Arc Chinon várában találkozott Károly dauphinnel, a későbbi VII. Károllyal.
A 15. század végén és a 16. században Touraine a francia királyok egyik kedvenc helyének számított; a korábbi sötét és komor várakat reneszánsz kastélyokká építették át, amiért a régiót gyakran „Franciaország kertjének” nevezték. A Loire menti kastélyok napjaink Franciaországának legnevezetesebb látnivalói közé tartoznak.

## Fordítás
- Ez a szócikk részben vagy egészben  a   Count of Tours című angol Wikipédia-szócikk ezen változatának fordításán alapul.  Az eredeti cikk szerkesztőit annak laptörténete sorolja fel. Ez a jelzés csupán a megfogalmazás eredetét és a szerzői jogokat jelzi, nem szolgál a cikkben szereplő információk forrásmegjelöléseként.
- Ez a szócikk részben vagy egészben  a   Hugh of Tours című angol Wikipédia-szócikk ezen változatának fordításán alapul.  Az eredeti cikk szerkesztőit annak laptörténete sorolja fel. Ez a jelzés csupán a megfogalmazás eredetét és a szerzői jogokat jelzi, nem szolgál a cikkben szereplő információk forrásmegjelöléseként.
- Ez a szócikk részben vagy egészben  a   Touraine című angol Wikipédia-szócikk ezen változatának fordításán alapul.  Az eredeti cikk szerkesztőit annak laptörténete sorolja fel. Ez a jelzés csupán a megfogalmazás eredetét és a szerzői jogokat jelzi, nem szolgál a cikkben szereplő információk forrásmegjelöléseként.